# Cédric Roussel
Cédric Roussel (Bergen, 6 januari 1978 – aldaar, 24 juni 2023) was een Belgisch voetballer.

## Carrière
Roussel begon bij RAA Louviéroise en daarna AA Gent. Tussen 1999 en 2001 speelde hij in Engeland in de Premier League bij Coventry City dat hem in 2001 voor een bedrag van 2 miljoen pond verkocht aan Wolverhampton Wanderers (Engelse Division One). In 2002 keerde hij terug naar België, en ging spelen bij RAEC Mons. Hij werd er in 2002/03 topschutter in de Jupiler League met 22 doelpunten, gedeeld met Wesley Sonck.
Hierna transfereerde hij naar KRC Genk. In 2004 ging hij bij het Russische Roebin Kazan, om daarna terug te keren naar België, naar Standard Luik. Tussen juli 2006 en januari 2007 speelde hij voor SV Zulte Waregem. In januari 2007 vertrok hij naar Brescia Calcio in Italië. Datzelfde jaar keerde hij alweer terug naar België en ging er weer bij RAEC Mons spelen.
In 2010 ging hij naar het Cypriotische AEK Larnaca. Deze club had echter financiële problemen en Roussel keerde na een week weer terug naar België, waar hij als amateur bij vierdeklasser Football Couillet-La Louvière wou spelen. De voetbalbond blokkeerde echter de transfer en Roussel ging op het eind van het jaar voor het Nederlandse HSV Hoek spelen. Na een paar wedstrijden stopte hij daar na een enkelblessure. Hij ging daarna in België als amateur in de provinciale reeksen spelen: in 2011 ging hij bij eersteprovincialer RUS Belœil, in 2012 bij CS Entité Manageoise en in 2013 bij RRC de Waterloo.
Hij speelde met de jonge Rode Duivels het WK 1997 in Maleisië. Hij was samen met Carl Hoefkens, Tom Caluwé en de doelmannen Olivier Renard en Jean-François Gillet de enige van de selectie die het ook tot A-Rode Duivel schopte.
Roussel overleed op 45-jarige leeftijd na een hartinfarct.